# آدم لانغ
آدم لانغ (بالمجرية: Ádám Lang؛ مواليد 17 يناير 1993 في فيسبرم) هو لاعب كرة قدم مجري يجيد اللعب كقلب دفاع مع نادي فيديوتون ومنتخب المجر. تم استدعاءه للمشاركة في بطولة أمم أوروبا لكرة القدم 2016.

## وصلات خارجية
- آدم لانغ على موقع الاتحاد الدولي (مؤرشف)  (الإنجليزية)
- آدم لانغ على موقع الاتحاد الأوربي (الإنجليزية)
- آدم لانغ على موقع رابطة كرة القدم الفرنسية للمحترفين (الإنجليزية)
- آدم لانغ على موقع قاعدة بيانات كرة القدم.إي يو (الإنجليزية)
- آدم لانغ على موقع ناشيونال فوتبول تيمز (الإنجليزية)
- آدم لانغ على موقع Soccerway.com (الإنجليزية)
- آدم لانغ على موقع عالم كرة القدم.نت (الإنجليزية)
- آدم لانغ على موقع AS.com (الإسبانية)